# Мемфис Хастл
Мемфис Хастл (англ. Memphis Hustle) — американский профессиональный баскетбольный клуб, выступающий в Западной конференции Джи-Лиги НБА. Команда была основана в 2017 году и базируется в городе Саутхейвен, штат Миссисипи. Является фарм-клубом команды Национальной баскетбольной ассоциации «Мемфис Гриззлис». Домашние игры проводит на стадионе «Ландерс-центр».

## История
23 января 2017 года было объявлено, что «Айова Энерджи» не будет продлевать контракт с «Гриззлис», а будет приобретена «Миннесотой Тимбервулвз» и станет их аффилированным клубом Джи-Лиги начиная с сезона 2017/18. В тот же день «Мемфис» объявил, что приобретёт новую команду, которая начнёт выступать также в сезоне 2017/18 в Саутхейвене, штат Миссисипи, примерно в шестнадцати милях к югу от центра Мемфиса и «Федэкс Форума». 30 мая главным тренером команды был назначен Глинн Сиприен, а генеральным менеджером — Крис Макрис. 1 июня «Гриззлис» представили название и логотип «Мемфис Хастл». 
В дебютном сезоне команда заняла последнее место в дивизионе. 22 августа 2018 года новым тренером «Хастл» был назначен Брэд Джонс, чемпион Лиги развития 2011/12 с клубом «Остин Торос». Под его руководством команда заняла второе место в дивизионе и впервые вышла в плей-офф, пройдя в первом раунде «Стоктон Кингз», но проиграв в полуфинале конференции «Рио-Гранде Вэллей Вайперс». Перед следующим сезоном Джонс был переведён в тренерский штаб «Гриззлис», а на тренерском посту его сменил Джейсон Марч. В прерванном из-за пандемии COVID-19 сезоне 2019/20 «Мемфис» занял первое место в дивизионе, а форвард Джеррод Ютофф стал первым игроком в истории команды, который попал в сборную всех звёзд Джи-Лиги.
В следующем сокращённом сезоне «Хастл» набрали худший в своей истории процент побед (40%) и заняли 12-е место в конференции. В следующем сезоне команда также не смогла попасть в плей-офф, заняв только 9-е место. Ситуацию удалось исправить в сезоне 2022/23, когда «Мемфис» набрал лучший в своей истории процент побед (71,9%) и занял второе место в конференции. В постсизоне команде удалось добраться до полуфинала, где она вновь проиграла «Рио-Гранде». Кеннет Лофтон-младший был включён в сборную всех звёзд и был удостоен награды новичку года Джи-Лиги.
В сезоне 2023/24 «Хастл» вновь заняли 12-е место и не попали в плей-офф. 8 июля 2024 года Марч был переведён в штаб «Гриззлис», а 20 сентября новым тренером команды был назначен Ти Си Свирски.

## Статистика сезонов
| Сезон                     | Дивизион                  | Конференция               | Регулярный сезон | Регулярный сезон | Регулярный сезон | Регулярный сезон | Плей-офф |
| Сезон                     | Дивизион                  | Конференция               | Место            | В                | П                | В%               | Плей-офф |
| ------------------------- | ------------------------- | ------------------------- | ---------------- | ---------------- | ---------------- | ---------------- | --- |
| Мемфис Хастл              |                           |                           |                  |                  |                  |                  | |
| 2017–18                   | Средний Запад             | Западная                  | 4-е              | 21               | 29               | 42,0             | |
| 2018–19                   | Средний Запад             | Западная                  | 2-е              | 28               | 22               | 56,0             | Выигрыш первого раунда конференции (Стоктон) 122-119 проигрыш полуфинала конференции (Рио-Гранде Вэллей) 118-135 |
| 2019–20                   | Средний Запад             | Западная                  | 1-е              | 26               | 15               | 63,4             | Сезон был прерван из-за пандемии COVID-19                                                                        |
| 2020–21                   | —                         | Западная                  | 12-е             | 6                | 9                | 40,0             | |
| 2021–22                   | —                         | Западная                  | 9-е              | 15               | 19               | 44,1             | |
| 2022–23                   | —                         | Западная                  | 2-е              | 23               | 9                | 71,9             | Проигрыш полуфинала конференции (Рио-Гранде Вэллей) 108-110                                                      |
| 2023–24                   | —                         | Западная                  | 12-е             | 15               | 19               | 44,1             | |
| 2024–25                   | —                         | Западная                  |                  |                  |                  |                  | |
| Всего в регулярном сезоне | Всего в регулярном сезоне | Всего в регулярном сезоне | 124              | 122              | 50,4             |                  | |
| Всего в плей-офф          | Всего в плей-офф          | Всего в плей-офф          | 1                | 2                | 33,3             |                  | |

## Связь с клубами НБА

### Является фарм-клубом
- Мемфис Гриззлис (2017—н. в.)